# بی‌ای‌ئی رپلیکا
بی‌ای‌ئی رپلیکا (به انگلیسی: BAE Replica) یک پروژه تحقیقاتی هواپیمای جنگنده از بی‌ای‌ئی سیستمز بریتانیا بود. این پروژه لغو شده و هیچ پیش‌نمونه‌ای از آن تولید نشده‌است.